# Aston Martin DB1
Pour les articles homonymes, voir Aston Martin et DB1.
L'Aston Martin DB1 ou Aston Martin 2-Litre Sports est une voiture de sport GT coupé cabriolet du constructeur automobile britannique Aston Martin, présentée au London Motor Show (en) de 1948, et fabriquée à environ 15 exemplaires jusqu'en 1950,,.

## Historique
L'industriel britannique David Brown achète en 1947 les deux marques de voiture de sport Aston Martin et Lagonda, pour concevoir et commercialiser cette Aston Martin DB1 de 1948, et modèles suivants, avec ses nouvelles initiales « DB ».

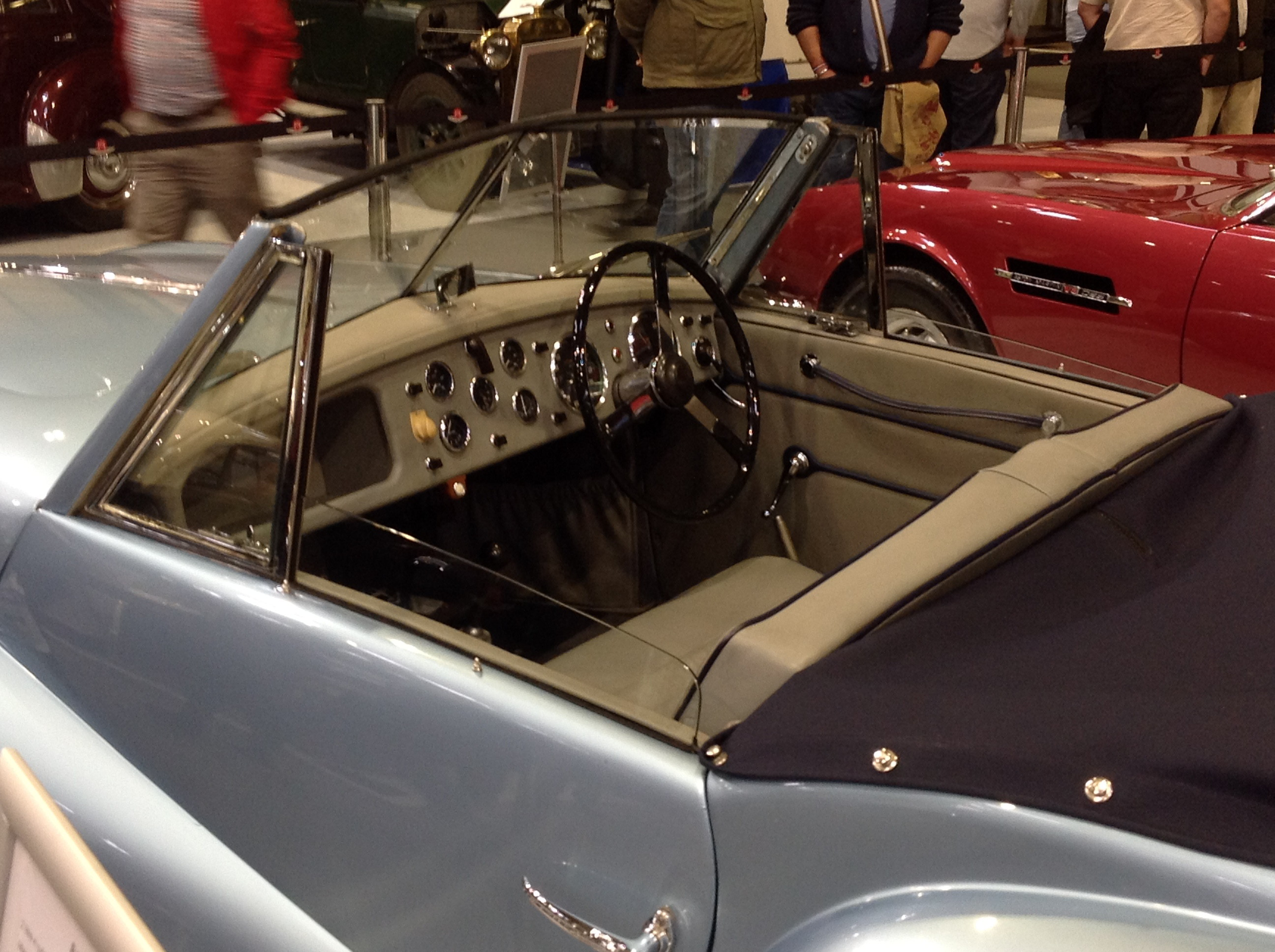
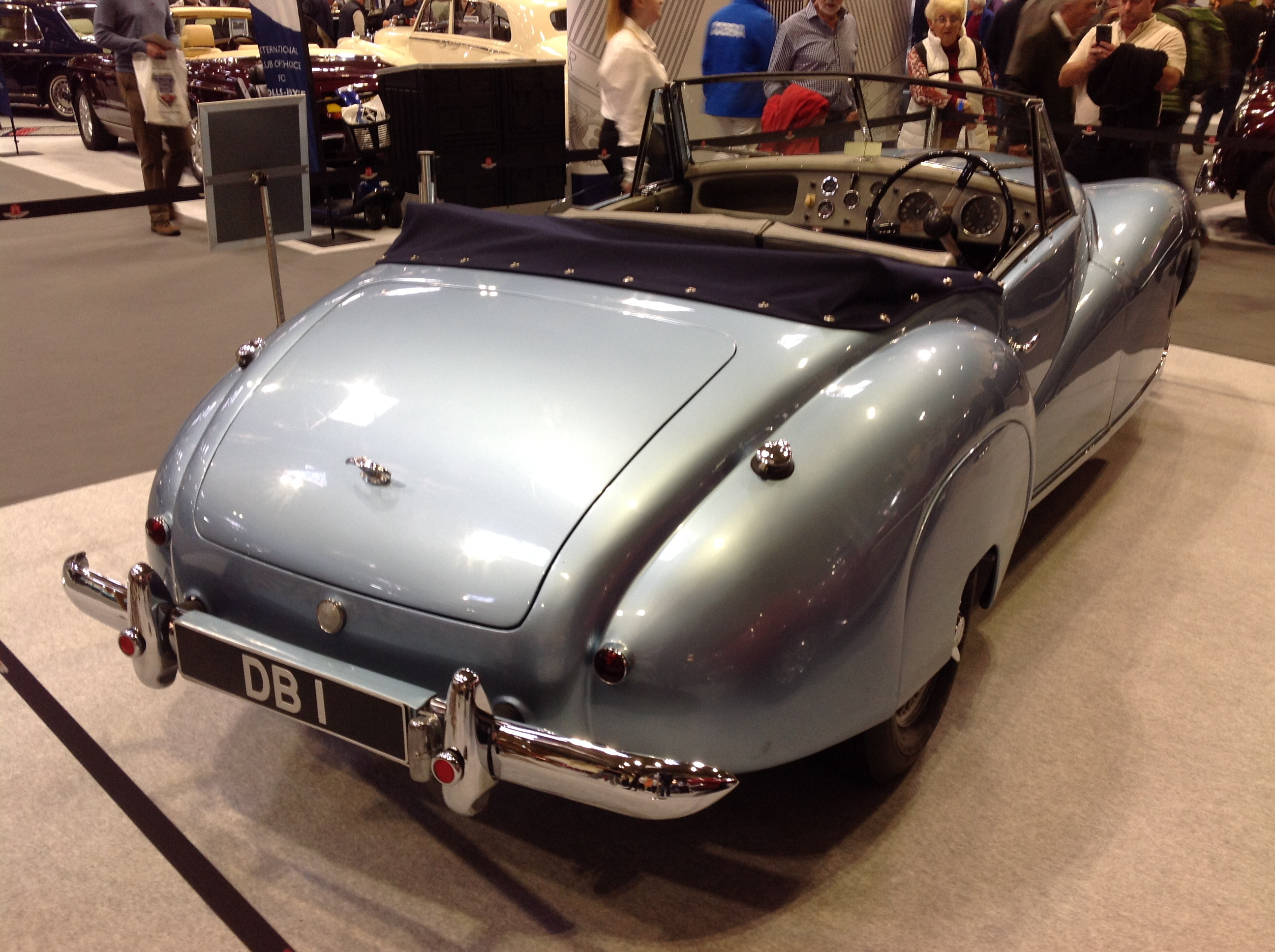

Ce modèle est conçu par Claude Hill, chef-ingénieur Aston Martin, pour succéder aux Aston Martin 1.5 litre de 1913 de Lionel Martin, avec un châssis tubulaire et le moteur 4 cylindres 16 soupapes 2 L à double arbre à cames en tête du concept car Aston Martin Atom (en) de 1939.

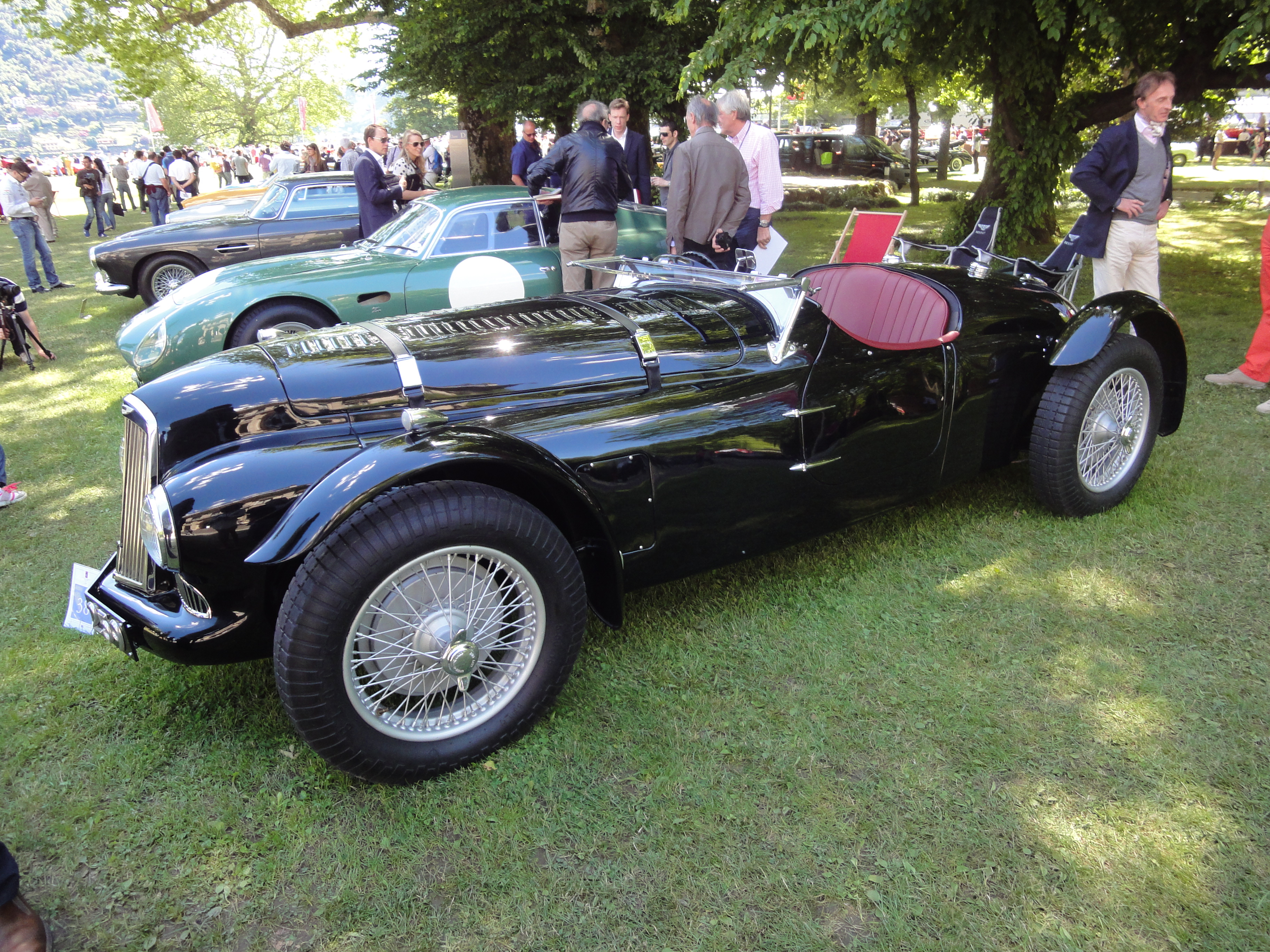
Aston Martin DB1 SPA (1948)

Un premier prototype course remporte les 24 Heures de Spa 1948 (de) avec les pilotes St John Horsfall et Leslie Johnson, puis la 11e place des 24 heures du Mans 1949.
Le modèle de course victorieux de Spa est reconstruit et exposé au London Motor Show de 1948 comme étant un exemplaire de la nouvelle série Spa Replica que le public pouvait acquérir, mais il n'y eut pas d'acheteurs. Ce modèle unique a été conservé jusqu'à récemment au Dutch Motor Museum, avant d'être rapatrié au Royaume-Uni en 2006 pour être entièrement restauré. 

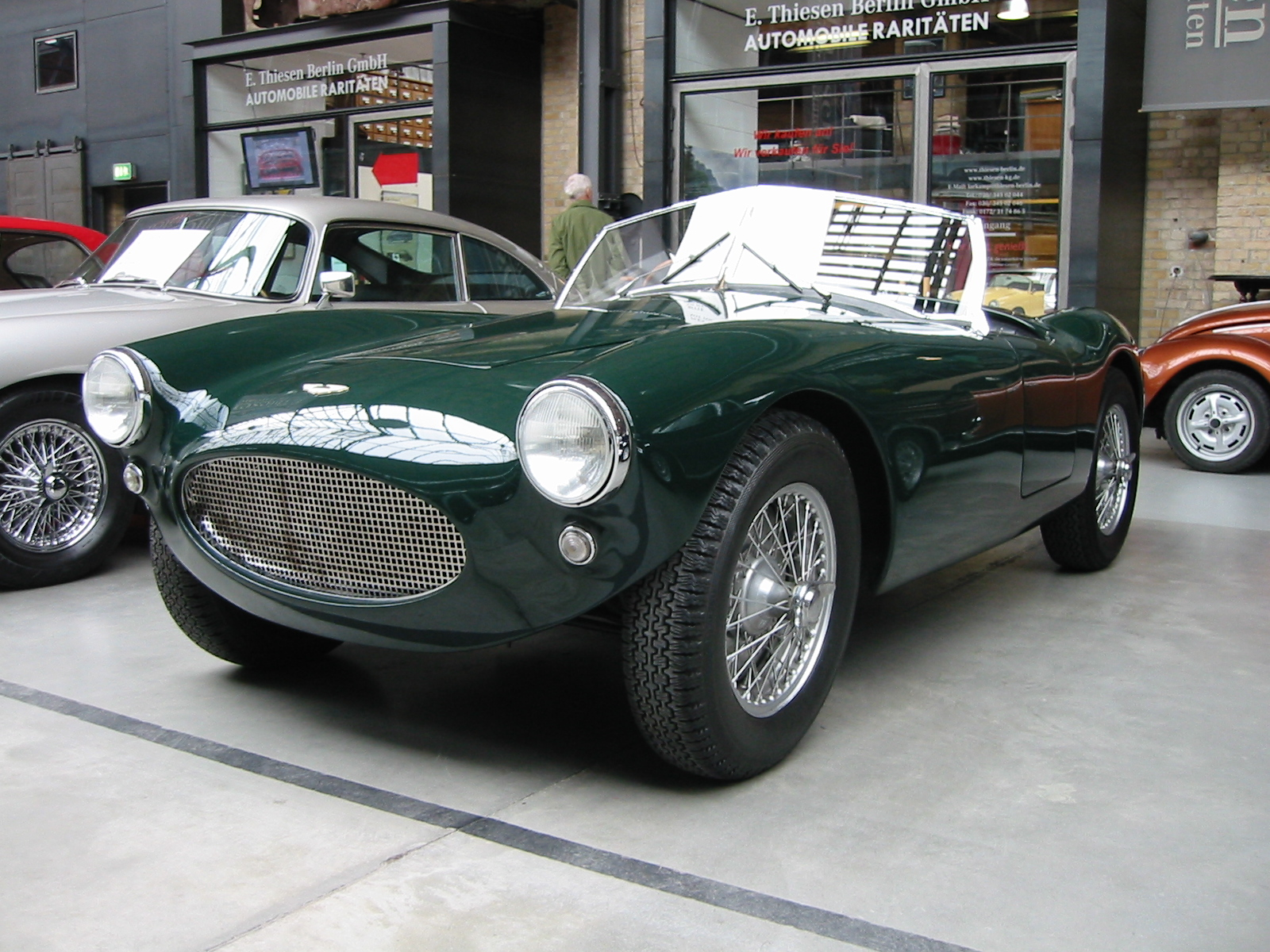
Concept car Aston Martin Paul Jackman special (1953)

David Brown dirige la construction de la version DB1 roadster coupé cabriolet GT pour l'exposition de Londres, avec une carrosserie inspirée du concept car Aston Martin Atom (en) de 1939, dont il reprend le moteur 2 Litre Sports de 90 ch pour une vitesse de 150 km/h. Treize des voitures produites étaient des cabriolets, dont celle exposée à Londres, équipées d'une calandre en trois parties préfigurant le futur dessin des calandres Aston Martin. Une caractéristique unique de ces voitures était le compartiment pour la roue de secours situé dans une aile avant. Un châssis supplémentaire a été vendu pour être re-carrossé sur mesure.
L'Aston Martin DB2 de 1950 lui succède avec un moteur 6 cylindres en ligne de Lagonda 2.6-Litre (1948). Ce modèle 2-Litre Sports devint alors plus communément connu sous le nom de « Aston Martin DB1 ».
Un concept car Aston Martin Paul Jackman special (ou Aston Martin Sigma) est conçu ultérieurement en 1953 par l'ingénieur Aston Martin Paul Jackman, souvent présenté depuis dans divers musées et expositions comme « Aston Martin DB1 » d'origine.

## Palmarès partiel
- 1948 : victoire des 24 Heures de Spa 1948 (de), avec les pilotes St John Horsfall et Leslie Johnson (première édition de l'après-guerre)[5].
- 1949 : 11e des 24 heures du Mans 1949.